# Ksar Laâraf
Ksar Laâraf est un ksar de Tunisie situé dans le gouvernorat de Tataouine.

## Localisation
Le ksar est situé au-dessus de la vallée de l'oued Graguer, au pied de deux sommets et à proximité de Ksar Bayouli. Il a la forme d'un losange de soixante mètres de côté.

## Histoire
Le site est aménagé en 1820 selon Kamel Laroussi.

## Aménagement
Le ksar compte 73 ghorfas, dont vingt sont effondrées et dix se trouvent dans une extension du côté nord, même si Laroussi en évoque 168. Le tout est réparti majoritairement sur un étage, seules sept ghorfas occupant deux étages.
Le site est abandonné et les ghorfas ont perdu leurs portes.